# フジトミ証券
フジトミ証券株式会社（英: FUJITOMI SECURITIES Co., Ltd.）は東京都中央区に本社を置く、小林洋行グループの金融商品取引業者・商品先物取引業者である。

## 概要
東証スタンダード市場に上場している、小林洋行の完全子会社である。
主に、東京金融取引所に上場している、公的な取引所FX（くりっく365、くりっく株365など）を取り扱う。その他、商品先物取引の仲介や、保険の販売、不動産の賃貸、販売などを行っている。

## 歴史
1952年11月11日、有力問屋が軒を並べる北海道小樽市堺町32番地で進藤富夫が「丸一藤富商店」を創業、小樽商品取引所に加入する。社名の由来は、屋号が○一（丸に漢数字の一）であったことと、創業者の進藤富夫の2文字を取って「丸一藤富商店」と命名された。創業時の資本金は100万円。業務内容は（1）雑穀・デンプンの仲介業、（2）魚粕、魚油、海藻類の販売、（3）それらに付随する一切の業務とシンプルなものであった。また創業者の進藤富夫は、小樽商品取引所の新規会員として参入し、大仕手による小豆の買占め戦などもあって、市場は活況を呈した。
1961年には資本金を300万円に増強し、小樽商品取引所で有力会員の地位を固めた。また、同年小樽商品取引所は札幌に移転し北海道穀物商品取引所に改称、所在地を北海道札幌市大通西5丁目3番地に移したため、翌1962年、取引所からほど近い、札幌市北1条西7丁目3番地に移転した。1963年には函館営業所を開設する。翌1964年に旭川支店を開設し、商号を「株式会社丸一藤富」に変更した。
1966年に釧路営業所を開設し、営業網は札幌本社のほか、函館、旭川、釧路と北海道を網羅するものとなった。北海道穀物取引所の出来高は1961年から1970年までの10年間うなぎ登りで増えていった。売買の中心であった小豆と大手亡豆の合計出来高が年間100万枚を突破し、1969年には約定金額が合計5,000億円を突破し、北海道穀物取引所の一つのピークを迎えた。
1968年、商品取引所法は抜本的に改正され、それまでの商品仲買人は商品取引員に改称されるとともに登録制から許可制に移行したことを受け、商号を株式会社藤富に改めた。1971年商品取引員の許可を受けたが経営の実態は厳しさを増していた。そんな折、資本構成が急変する。1979年、福岡に本社を構える双葉商事の吉田信明が株式を全額取得し、株式会社藤富は双葉商事の傘下に入った。双葉商事は同社で営業本部長であった稲富恒次、高松支店長であった小川勇一を送り込み経営陣を一新する。その後、1984年に稲富恒次が吉田信明から全株式を譲りうけオーナーとなった。稲富は社長就任と同時に、東京都新宿区西新宿八丁目5番4号に東京支店を開設し、念願の東京進出を果たした。また、翌年東京穀物商品取引所、東京砂糖取引所、関門商品取引所と続けざまに商品取引員の看板を入手し積極的な事業展開を図り、経営の中心を東京へと移していったが、社長就任から2年も至らず病のため、この世を去る。享年55歳であった。
稲富の没後は後継者問題に直面したが、小林洋行によるM&Aが実施され、現在の経営基盤が固められた。1993年には、本社を東京に移し、商号を株式会社フジトミに変更した。
2017年3月期以降は赤字が続いていたことや、2022年4月4日に実施される東京証券取引所新市場においてスタンダード市場の上場維持基準を満たしていないことから、小林洋行は2021年10月27日にフジトミ証券を完全子会社化する事を発表。フジトミ証券は2022年2月21日付で小林洋行の完全子会社となった。

## 沿革
- 1952年11月 - 北海道小樽市堺町32番地にて、株式会社丸一藤富商店を設立
- 1962年11月 - 本社を札幌市に移転
- 1970年2月 - 商号を株式会社藤富に変更
- 1985年10月 - 東京穀物商品取引所農産物市場の商品取引員、および東京砂糖取引所砂糖市場の商品取引員の許可を受ける。東京都新宿区に東京支店を開設
- 1986年11月 - 株式会社小林洋行が資本参加
- 1991年9月 - 東京工業品取引所綿糸市場の商品取引員の許可を受ける
- 1993年
  - 4月 - 商号を株式会社フジトミに変更
  - 8月 - 本社を東京都新宿区に移転
  - 東京工業品取引所ゴム市場の商品取引員の許可を受ける
  - 12月 - 大阪府大阪市北区に大阪支店を開設
- 1995年5月 - 福岡県福岡市中央区に福岡支店を開設
- 1996年7月 - 東京工業品取引所貴金属市場の商品取引員の許可を受ける
- 1998年7月 - ホームトレード取引開始。東京工業品取引所石油市場の商品取引員の許可を受ける
- 2000年10月 - 日本証券業協会に株式を店頭登録
- 2004年
  - 2月 - 大阪府大阪市中央区に難波支店を開設
  - 12月 - 日本証券業協会の店頭登録を取り消し、ジャスダック証券取引所に株式を上場
- 2007年
  - 3月 - 大阪支店と難波支店を統合
  - 8月 - 生命保険販売開始
- 2008年2月 - 損害保険販売開始
- 2009年
  - 2月 - 保険事業部福岡オフィス開設
  - 10月 - 金融商品仲介開始
  - 12月 - 金地金販売開始
- 2010年4月 - LED照明販売開始
- 2011年
  - 3月 - 不動産賃貸業及び宅地建物取引業の開始
  - 12月 - 本社を東京都中央区日本橋蛎殻町1丁目15番5号に移転
- 2012年6月 - 映像コンテンツ配信業務を開始
- 2021年8月 - フジトミ証券株式会社に商号を変更
- 2022年2月 - 2月17日にジャスダック上場廃止。2月21日に株式交換により小林洋行の完全子会社となる

## 加入している団体
- 日本証券業協会
- 一般社団法人金融先物取引業協会
- 日本商品先物取引協会
- 日本商品先物振興協会
- 日本証券クリアリング機構
- 日本投資者保護基金
- 日本商品委託者保護基金
- 一般社団法人全国住宅産業協会

## 不祥事
- 平成22年（2010年）7月30日、「必ずもうかる」と繰り返し勧誘したり、取引の終了を求めた顧客の意思に反して引き続き継続を勧めるなどの行為により[5]、農林水産省及び経済産業省は商品取引所法に違反・該当する事実が認められたため、サンワード貿易と共に、4営業日の業務停止と業務改善命令の行政処分を行った[6]。